# Jean-François Viot
Pour les articles homonymes, voir Viot.
Jean-François Viot, né le 22 décembre 1975 à Ottignies en Belgique, est un auteur dramatique et scénariste franco-belge.

## Biographie
Sa première pièce, Gustave et Alexandre, comédie sur Alexandre Dumas père, a été produite par le Théâtre de la Valette (Ittre, Belgique) et a été sélectionnée par l'Alliance française pour célébrer le bicentenaire de la naissance de Dumas sur le continent américain (tournée de Caracas à Montréal).
Jean-François Viot a été également metteur en scène, administrateur de théâtre et, à l'occasion, comédien ou figurant. Il a travaillé notamment pour le Festival de Théâtre de Spa, l'Atelier-Théâtre Jean Vilar, le Théâtre de la Valette, le Marché du Théâtre. Il a été conseiller de Richard Miller, Ministre des Arts et Lettres de la Communauté française de Belgique pour les matières relevant des arts de la scène. 
En termes scientifiques, Jean-François Viot est collaborateur du Dictionnaire encyclopédique du théâtre de Michel Corvin (Bordas, 2011), du Dictionnaire des femmes (2013) et de la Biographie nationale de Belgique. Il est également l'éditeur critique, avec le professeur Dominique Lambert, des recherches du cosmologiste Georges Lemaitre sur la paternité des œuvres de Molière (Une paire de Molières, aux Éditions Samsa). Il a également édité et commenté Rubens d'Alexandre Dumas, texte inédit depuis 1855 (éditions du CEP) qui préfigure l’action des Trois Mousquetaires.
Il est lauréat du Fonds Thirionet et lauréat 2014 du Prix littéraire du Parlement de la Fédération Wallonie-Bruxelles pour sa pièce Lettres à Élise.
Depuis 2017, il est essentiellement scénariste. Il a collaboré au film « Rituel «  (adaptation française des dialogues) et à la série 1985. (Adaptation française des dialogues, acteur).
Il a collaboré à la saison 2 de Noir jaune rouge - belgian crime story produite par la rtbf La Première.
Il est l’auteur de « Chaud devant ! Bobards et savoirs sur le climat « , enquête sur le climatoscepticisme. Dans la foulée il scénarise l’émission spéciale Quel temps pour la planète (La Une - RTBF)
Il travaille en 2022 sur deux projets de séries originales.

## Œuvres
Ses pièces prennent généralement pour objet central un personnage ou une situation historique :
- Liberty (2003, écrite en résidence à Miami) raconte la prise de Boston par l'armée américaine. La pièce est un face à face entre le général George Washington et le général anglais William Howe. Lecture au Festival de Spa 2003 et 2004 par Léonil McCormick, Jean-Claude Frison, Jean-Marie Pétiniot, Patrick Ridremont, Carole Baillen, Bernard d'Oultremont, Roxane de Limelette...
- Héloïse et Abélard (2004, Louvain-la-Neuve et Le Crotoy), met en scène le couple médiéval et les différends entre science en foi. Pièce en alexandrins.
- Lafayette (2005, Gesves) raconte l'itinéraire brillant d'un jeune marquis pas comme les autres qui traverse l'Océan et la mémoire du XVIIIe siècle. Lecture en 2006 au Théâtre royal du Parc par Michel de Warzée, Serge Demoulin, Laurence d'Amelio, Bernard Sens, Pierre Poucet, Sandrine Bonjean et Laurent Renard.
- Sur la route de Montalcino (2007, Gesves), tirée de faits réels, montre la confrontation entre les cosmologistes Fred Hoyle et Georges Lemaître autour du Big Bang et des questions philosophiques et religieuses qui en découlent. Lecture le 4 novembre 2007 au Théâtre Royal du Parc dans une mise en espace de l'auteur avec Olivier Leborgne (Hoyle), Alexandre Von Sivers (Lemaître), Lydia Cherton (Barbara), Grégoire Baldari (Virgilio) et Hervé Guerrisi (Massimo). Cette pièce a été créée le 12 août 2009, salle Jacques Huisman du Petit Théâtre du Casino, à Spa, dans la distribution suivante François Sikivie (Hoyle), Alexandre Von Sivers (Lemaître), Maud Pelgrims (Barbara), Grégoire Baldari (Virgilio) et Michaël Manconi (Massimo), dans une mise en scène d'Olivier Leborgne. Elle est reprise ensuite à l'Atelier Théâtre Jean Vilar de Louvain-la-Neuve.
- Au bord des lèvres (2010, Gesves). Librement inspirée de la biographie de Chet Baker. Lecture en 2010 au Théâtre de la Place des Martyrs avec Jean-Marie Pétiniot (Baker), Isabelle Roelandt (Ellen), Laurence d'Amelio, Michaël Manconi, Robert Guilmard et Marie-Line Lefebvre.
- La Reine (2013, Gesves), traite de la figure de Marie-Antoinette à travers la révolution. Lecture à la Comédie Claude Volter et au Théâtre 14, avec entre autres Eric Laugerias, Charles Schneider et Sophie Broustal.
- Lettres à Elise (2014, Gesves), commande des Baladins du Miroir et de l'acteur Jean-Marie Pétiniot, est créée en juin 2014 avec Jean-Marie Pétiniot et Sophie Lajoie.